# Исъккулска котловина
Исъккулската котловина (на киргизки: Ысык-Көл өрөөнү; на руски: Исс,к-Кульская котловина) е обширна междупланинска котловина в северната част на планината Тяншан, в североизточната част на Киргизстан (Исъккулска област). Простира се от запад на изток на протежение от 240 km и ширина до 90 km между тяншанските хребети Кунгей Алатау (височина до 4760 m) на север и Терскей Алатау (височина до 4808 m) на юг. Дъното на котловината е заено от голямото планинско езеро Исък Кул, нивото на което е на 1609 m н.в. (минималната абсолютна височина на сухото дъно на котловината), а дълбочината му е 702 m. Котловината представлява синклинален грабен, усложнен от разломи и със силна сеизмичност. По дъното на котловината и по бреговете на езерото Исък Кул има древни езерни тераси (височина до 35 – 40 m) и ниски възвишения, образувани от съвременните тектонски движения. Склоновете на обкръжаващите я планини са силно разчленени от дълбоки речни долини и дефилета. От планините към езерото текат многочислени, предимно къси над 50 реки. В западната част на котловината климатът е сух (под 200 mm годишна сума на валежите) и тя е заета от пустинни и полупустинни ландшафти. На изток овлажняването е по-голямо (годишна сума на валежите до 500 mm, а в планините до 800 mm) и тук господстват степните ландшафти, по склоновете на околните планини – редки гори от тяншански смърч, нагоре – субалпийски и алпийски пасища, а над 3500 m – вечни снегове и ледници. В източната част на котловината, в района на село Джергалан има находища на каменни въглища. На югоизток бликат горещи минерални извори и тук са разположени курортите Джети Огуз, Аксу и др. По бреговете на езерото са климатичните курорти Чолпон Ата, Тамга и др. Исъккулската котловина се явява важен зърнопроизводителен и животвовъден район на Киргизстан, като широко разпространение има отглеждането на лекарствен мак.

## Топографска карта
- К-43-Б, М 1:500000[2]
- К-44-А, М 1:500000[3]